# Cousance
Cousance ist eine französische Gemeinde im Département Jura in der Region Bourgogne-Franche-Comté. Sie gehört zum Arrondissement Lons-le-Saunier uns zum Kanton Saint-Amour.

## Geographie
Das Gemeindegebiet wird vom Flüsschen Gizia durchquert.
Die Nachbargemeinden sind:
- Cuisia im Norden
- Gizia im Osten
- Digna im Süden
- Le Miroir (Département Saône-et-Loire) im Westen

## Wirtschaft und Infrastruktur
Die Reben in Cousance sind Teil des Weinbaugebietes Côtes du Jura.
Cousance hat eine Bahnstation an der Strecke Bourg-en-Bresse – Lons-le-Saunier der SNCF.

## Weblinks

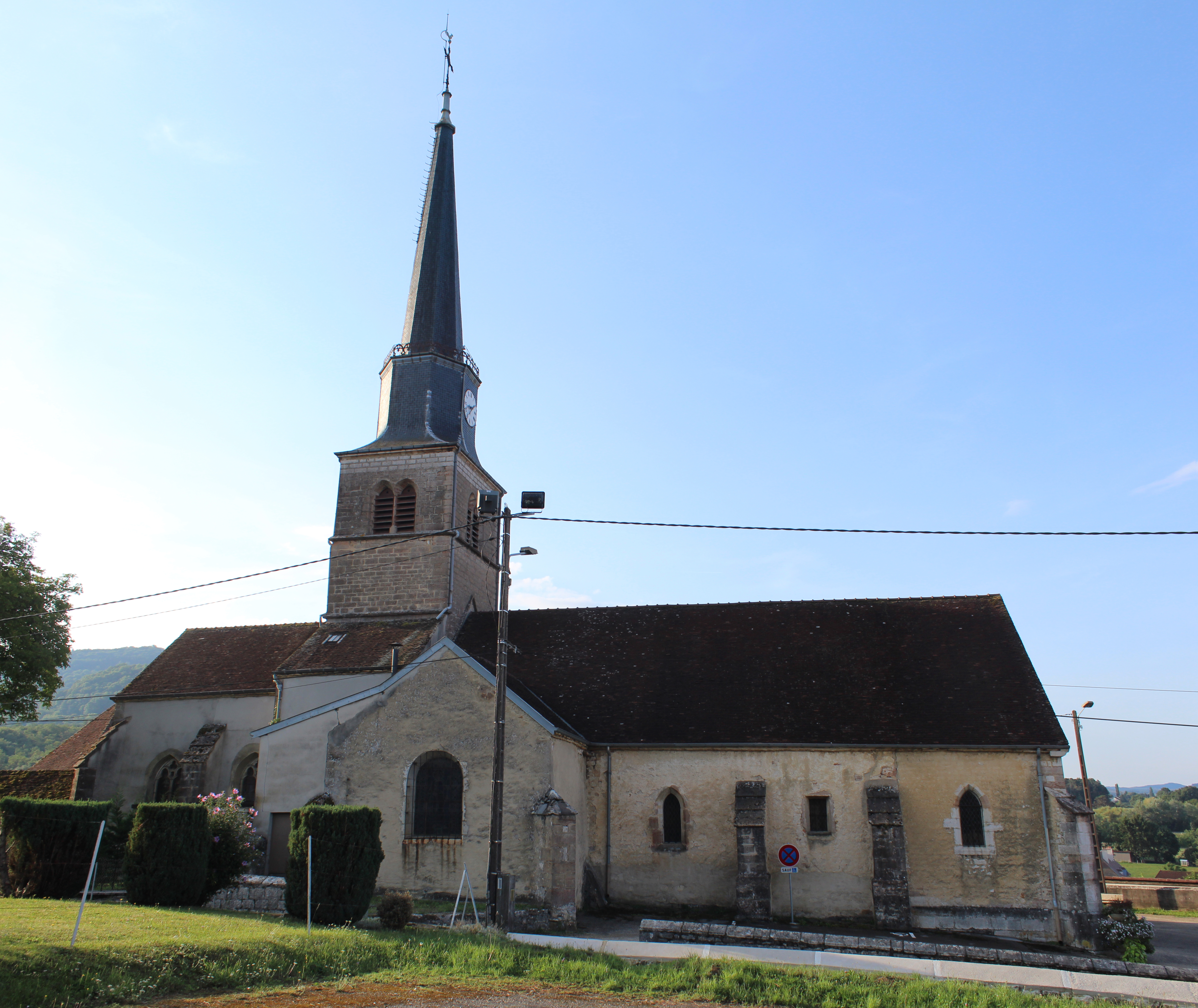
Kirche Saint-Julien

## Bevölkerungsentwicklung
| Jahr                       | 1962 | 1968 | 1975 | 1982 | 1990 | 1999 | 2008 | 2017 |
| Einwohner                  | 1205 | 1310 | 1308 | 1381 | 1274 | 1297 | 1219 | 1308 |
| Quellen: Cassini und INSEE |      |      |      |      |      |      |      |      |